# ベニスで恋して
『ベニスで恋して』（ベニスでこいして、原題：Pane e tulipani）は、2000年のイタリアのロマンティック・コメディ映画。監督はシルヴィオ・ソルディーニ、出演はリーチャ・マリェッタとブルーノ・ガンツなど。イタリアの都市ヴェネツィア（ベニス）を舞台に平凡な中年の主婦の旅先での小さな冒険と出会いを描いている。2000年のダヴィッド・ディ・ドナテッロ賞で9部門を受賞した他、ナストロ・ダルジェント賞では最優秀作品監督賞や主演女優賞などを受賞している。
日本では2000年12月23日よりシャンテシネにて全国順次劇場公開された。また、2001年8月25日にケンメディアよりDVD（ANEC-27022）が発売されている。「監督・出演者・吹替俳優のインタビュー」、「プロダクション・ノート」、「オリジナル&日本版劇場予告編」などDVD映像特典を収録している。字幕版と吹替版のVHSは2001年8月10日より同時に発売されている。

## キャスト
| 役名             | 俳優                       | 日本語吹替 |
| ---------------- | -------------------------- | ---------- |
| ロザルバ         | リーチャ・マリェッタ       | 藤田朋子   |
| フェルナンド     | ブルーノ・ガンツ           | 愛川欽也   |
| グラツィア       | マリーナ・マッシローニ     | 川崎恵理子 |
| コスタンティーノ | ジュゼッペ・バッティストン | -          |
| ケティ           | ヴィタルバ・アンドレア     | -          |

## スタッフ
- 監督：シルヴィオ・ソルディーニ（イタリア語版）
- 製作：ダニエル・マギオーニ（イタリア語版）
- 原案・脚本：ドリアナ・レオンデフ（イタリア語版）、シルヴィオ・ソルディーニ
- 撮影：ルカ・ビガッツィ
- 音楽：ジョヴァンニ・ヴェノスタ（イタリア語版）
- 美術：パオラ・ビッツァーリ（イタリア語版）
- 編集：カルロッタ・クリスティアーニ
- 衣裳・スタイリスト：シルヴィア・ネビオロ（イタリア語版）
- 日本語字幕：塩浜尚子

## 受賞ほか
- 2000年ダヴィッド・ディ・ドナテッロ賞（アカデミー賞）9部門受賞
  - 作品賞、監督賞、脚本賞、主演女優賞（リーチャ・マリェッタ（イタリア語版））、主演男優賞（ブルーノ・ガンツ）、助演女優賞（マリーナ・マッシローニ（イタリア語版））、助演男優賞（ジュゼッペ・バッティストン）、撮影賞、録音賞（イタリア語版）
- 2000年ナストロ・ダルジェント（シルバー・リボン）賞（批評家協会賞）5部門受賞
  - 最優秀作品監督賞、脚本賞（イタリア語版）、主演女優賞（リーチャ・マリェッタ）、助演男優賞（フェリス・アンドレアシ（イタリア語版））、助演女優賞（マリーナ・マッシローニ）
  - ノミネート：撮影賞（イタリア語版）、編集賞（イタリア語版）
- 2000年ゴールデン・グローブ賞2部門受賞
- 2000年ゴールデンCIAK賞受賞
- 第53回カンヌ国際映画祭 監督週間出品他国際映画祭多数出品